# Condado de Ayamans
El condado de Ayamans es un título nobiliario español creado el 11 de noviembre de 1634  por el rey Felipe IV a favor de Miguel Luis Ballester de Togores y Salas, caballero de Calatrava.

## Condes de Ayamans
|                        | Titular                              | Periodo                |
| Creación por Felipe IV | Creación por Felipe IV               | Creación por Felipe IV |
| ---------------------- | ------------------------------------ | ---------------------- |
| I                      | Miguel de Togores y Salas            | 1634-1638              |
| II                     | Alberto de Togores y Dameto          | 1638-1664              |
| III                    | Jerónimo de Togores y Dameto         | 1664-¿?                |
| IV                     | Miguel de Togores y Fuster           | ¿?-¿?                  |
| V                      | Juan de Togores y Oleza              | ¿?-1705                |
| VI                     | Miguel de Togores y Gual-Desmur      | 1705-1741              |
| VII                    | Jaime de Togores y Salas             | 1741-1792              |
| VIII                   | Miguel Mariano de Togores y Cotoner  | 1792-1795              |
| IX                     | José de Togores y Zanglada           | 1816-1831              |
| X                      | Pascual Felipe de Togores y Rosselló | 1832-1888              |
| XI                     | Mariano Gual y de Togores            | 1889-1933              |
| XII                    | Nicolás de Villalonga y Cotoner      | 1953-1966              |
| XII                    | Vicente Planas y Gual de Torrella    | 1966-                  |